# Tân Việt Cách mệnh Đảng
Tân Việt Cách mệnh Đảng (hay gọi tắt là Đảng Tân Việt) là một chính đảng tồn tại ở Việt Nam vào những năm đầu thế kỷ 20 với chủ trương "Đánh đổ đế quốc, xây dựng một xã hội bình đẳng, bác ái". Đảng Tân Việt chấm dứt hoạt động vào năm 1929 khi phân chia làm hai phái. Một phái với xu hướng thành lập Liên đoàn Quốc gia và một phái với ảnh hưởng của tư tưởng cộng sản tách ra thành lập Đông Dương Cộng sản Liên đoàn, về sau Đông Dương Cộng sản Liên đoàn sáp nhập vào Đảng Cộng sản Việt Nam.

## Lịch sử
Ngày 14 tháng 7 năm 1925, một số tù chính trị cũ ở Trung kỳ như Lê Văn Huân, Nguyễn Đình Kiên,... một số giáo viên như Trần Mộng Bạch, Trần Phú, Hà Huy Tập... và một số nhóm sinh viên Trường Cao đẳng Sư phạm Hà Nội như Tôn Quang Phiệt, Đặng Thai Mai... đã lập ra Hội Phục Việt (còn được gọi là Đảng Phục Việt) sau đổi tên thành Hội Hưng Nam. Đến năm 1926 đổi thành Việt Nam Cách mệnh Đảng. Đến tháng 7 năm 1927 lại đổi thành Việt Nam Cách mệnh Đồng chí Hội. Hội đã nhiều lần họp bàn với Hội Việt Nam Cách mạng Thanh niên nhưng thất bại. Ngày 14 tháng 7 năm 1928, Hội họp đại hội tại Huế quyết định lấy tên là Tân Việt Cách mệnh Đảng.
Chủ trương của hội là lãnh đạo quần chúng trong nước, và liên lạc với các dân tộc bị áp bức trên thế giới nhằm "Đánh đổ đế quốc, xây dựng một xã hội bình đẳng, bác ái...". Lực lượng chủ yếu là các trí thức,thanh niên tiểu tư sản yêu nước. Hội hoạt động chủ yếu ở phạm vi các tỉnh Trung kỳ.

## Hoạt động của hội Phục Việt ở Trung và Bắc Kỳ
Năm 1928 Việt Nam Quốc dân Đảng cử Hoàng Văn Tùng liên lạc với Đảng Tân Việt trong khi Nguyễn Ngọc Sơn và Lê Văn Phúc thương thảo với Hội Việt Nam Cách mạng Thanh niên hầu tìm cách thống nhất tất cả các phần tử chống thực dân Pháp nhưng không đạt được sự đồng thuận nên ba nhóm này tiếp tục con đường riêng.
Sang năm sau, 1929 thì Lê Văn Huân thuộc Đảng Tân Việt bị nhà chức trách Pháp bắt giam. Trong khi trong ngục, ông tuyệt thực rồi mổ bụng tự sát. Phó đảng trưởng là Lê Đình Kiên cũng bị bắt đến năm 1933 mới phóng thích.
Những nhân vật khác có chân trong Đảng là Nguyễn Hiệt Chi, Trần Hoành, Lê Đại, Đào Duy Anh, và Tôn Quang Phiệt, Hoàng Trần Liễn. Tôn Quang Phiệt từng đóng góp nhiều bài luận đăng trên báo Nam Phong kêu gọi tuổi trẻ Việt đoàn kết, kỷ luật và hành động để tìm công lý cho dân tộc.
Đảng Tân Việt hoạt động trong điều kiện Hội Việt Nam Cách mạng Thanh niên phát triển mạnh nên các đảng viên Đảng Tân Việt chịu ảnh hưởng của Nguyễn Ái Quốc, tác phẩm Đường Kách Mệnh được coi như kim chỉ nam của hội viên Đảng Tân Việt. Một số đảng viên trẻ gia nhập Hội Việt Nam Cách mạng Thanh niên, một số đảng viên còn lại thì ở lại tích cực chuẩn bị thành lập một chính đảng theo chủ nghĩa Mác-Lênin, còn một số khác thì chủ trương thành lập Liên đoàn Quốc gia.

## Giải thể
Đến tháng 9 năm 1929, một số đảng viên dưới ảnh hưởng tư tưởng cộng sản của Đảng Tân Việt tuyên bố thành lập Đông Dương Cộng sản Liên đoàn, hình thành nhiều chi bộ ở Trung Kỳ, Nam Kỳ và cả ở Bắc Kỳ. Theo kế hoạch Đông Dương Cộng sản Liên đoàn chính thức họp đại hội ngày 1 tháng 1 năm 1930, song do nhiều đại biểu trên đường đi bị Pháp bắt, nên đại hội không thể tiến hành được. Tuy vậy, với Tuyên đạt tháng 9-1929, Đông Dương Cộng sản Liên đoàn vẫn chính thức ra đời, hoạt động, lãnh đạo quần chúng đấu tranh. Như vậy Tân Việt Cách mệnh Đảng chính thức giải thể và chuyển hóa thành đảng cộng sản.
Ngày 24 tháng 2 năm 1930, Đông Dương Cộng sản liên đoàn đã gia nhập Đảng Cộng sản Việt Nam.